# 愛知県道364号田峯東大見線

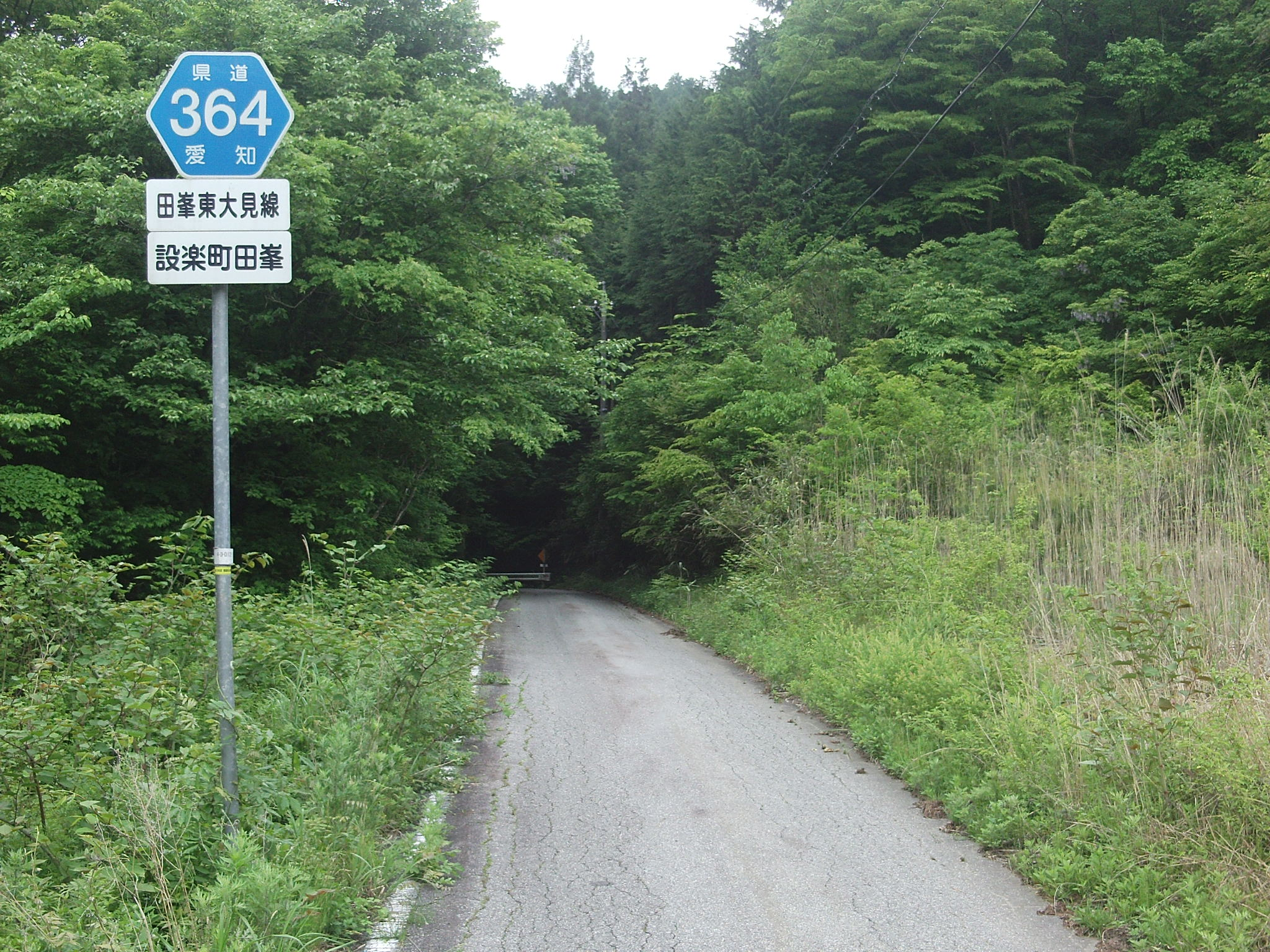
田峯（起点側）。起点から3.0キロメートル先で車両通行止め（県道は全く整備されていない）。

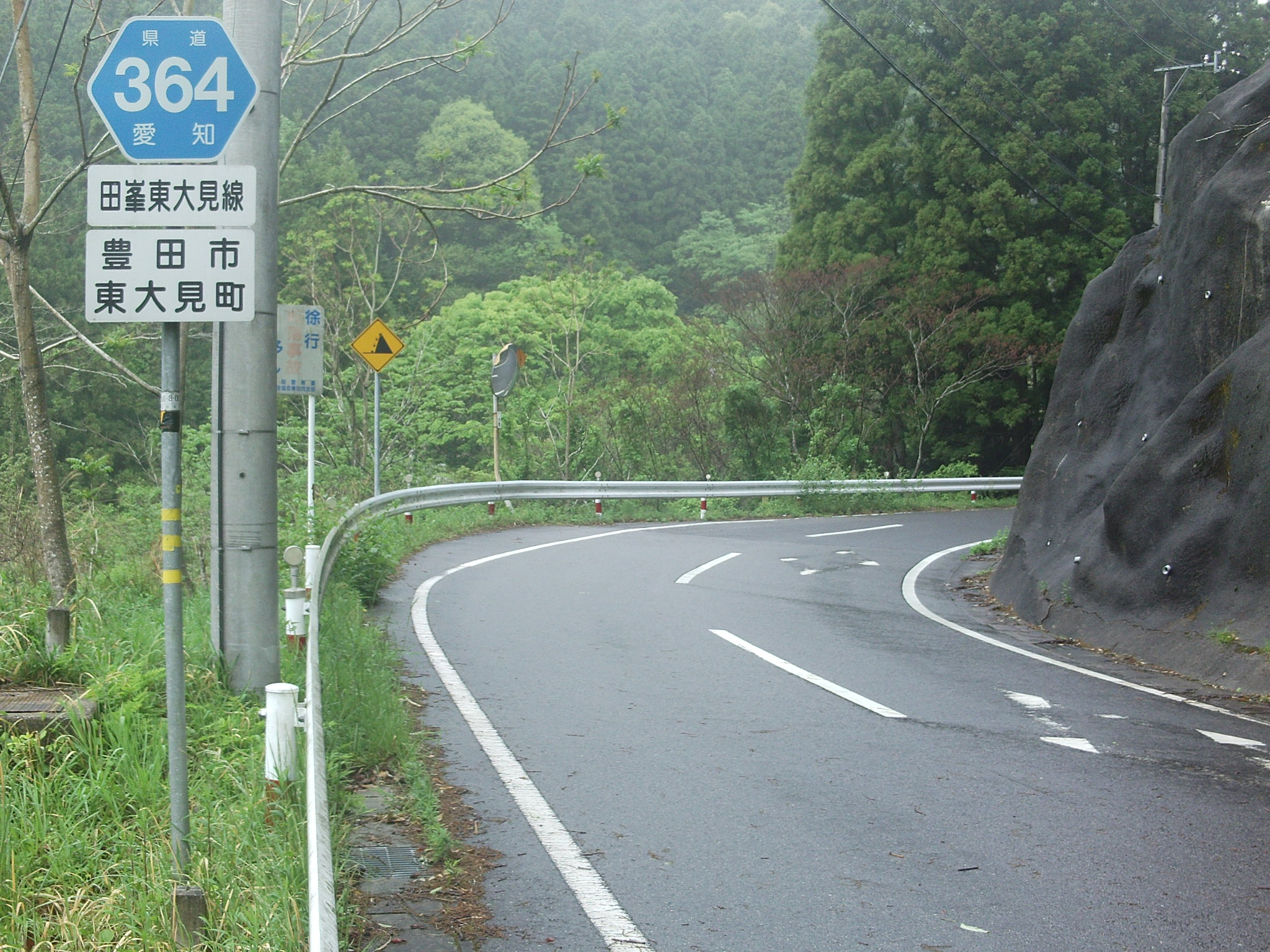
東大見町（終点側）。神越川に沿うようにして通る。この場所すぐ先に中部電力の東大見発電所（水力発電所）がある。

愛知県道364号田峯東大見線（あいちけんどう364ごう だみねひがしおおみせん）は、愛知県北設楽郡設楽町から愛知県豊田市に至る一般県道である。
この道路は途中、市町境の山越え区間が未開通で、設楽町田峯地区から豊田市足助地区にこの道を使って行くことはできない。

## 概要

### 路線データ
- 起点：愛知県北設楽郡設楽町田峯
- 終点：愛知県豊田市東大見町

## 沿革
- 1959年12月15日 認定

## 通過する自治体
- 愛知県
  - 北設楽郡設楽町
  - 豊田市

## 接続する道路
- 愛知県道33号瀬戸設楽線（設楽町田峯）

この間に未開通区間あり
- 愛知県道367号梨野川面線（豊田市御内町地内で重複）
- 豊田市道足助加茂広域線（豊田市御内町地内で重複）
- 国道420号（豊田市東大見町）

## 沿線
- 段戸渓谷
- 東海自然歩道
- 神越渓谷